# 96時間 ザ・シリーズ
『96時間 ザ・シリーズ』は、映画『96時間』に基づくフランス・アメリカ合作のテレビドラマシリーズであり、映画の前日譚に当たる。クライヴ・スタンデン が若き日のブライアン・ミルズを演じる 。

## 概要
元グリーン・ベレーのブライアン・ミルズはテロリストに妹を殺され、元CIAのハート率いるチームに入って秘密工作員となり、復讐を図る。復讐を果たしたのちも、ハートのもとに留まり、テロリストと戦う。
シリーズは2015年9月に発注され、2017年2月27日にNBCで放送開始された 。NBCは2017年5月9日にシーズン2を発注し、2018年1月12日から放送された。2018年5月11日、シーズン2をもって打ち切りが発表された。
日本では、Amazonビデオで配信されている。

## 登場人物

### メイン
ブライアン・ミルズ
演 - クライヴ・スタンデン
元グリーンベレー隊員でハートのチームに加わる。
クリスティーナ・ハート
演 - ジェニファー・ビールス
秘密組織の長。
ジョン
演 - ガイウス・チャールズ
ハートの部下。(S1)
アシャ
演 - ブルックリン・スダーノ
ミルズの妹の親友。(S1)
ヴラシク
演 - モニーク・ガブリエラ・カーネン
ハートの部下。(S1)
スコット
演 - マイケル・アービー
ハートの部下。(S1)
デイブ
演 - ホゼ・パブロ・カンティーヨ
ハートの部下。(S1)
レム
演 - James Landry Hébert
ハートの部下。(S1)
キルロイ
演 - アダム・ゴールドバーグ
ハートの部下で元ハッカーの犯罪者。(S2)
サンタナ
演 - ジェシカ・カマチョ
ハートの部下で元軍人。(S2)

### リカーリング
ライリー
演 - ジェニファー・マーサラ
(S1)
ファーロン
演 - シム・リウ
(S1)
Marzoki
演 - アリ・カズミ
(S1)
James Casey
演 - ピーター・アウターブリッジ
(S2)
David Ramsey
演 - ターモー・ペニケット
(S2)

## あらすじ

### シーズン1のあらすじ
元グリーンベレーのミルズは、かつてその息子を殺したメキシコのギャングのメヒアに恨まれて妹を殺される。ミルズはメヒアを追い詰めるが、その動きを追っていた大統領直属の情報機関ODNIに阻止される。ODNIの指導者ハートは有能なミルズを組織に雇い、メヒアは捕えて情報を引き出す。ミルズは訓練を受け、仲間と共に様々な重大テロ事件を解決していくが、メヒアへの恨みを忘れずにつけ狙う。メヒアの手下がミルズの家をハッキングしてメヒアの居場所をつかみ、メキシコ政府を動かして移送させてメヒアを取り戻す。ミルズが親しくなった妹の親友のアシャを誘拐して共にメキシコに入る。メヒアはアシャに重傷を負わせ、怒りにわれを忘れたミルズはメヒアを殺すが、メキシコ軍に撃たれてミルズは倒れる。

### シーズン2のあらすじ
ミルズはメキシコの刑務所から脱走する。ハートはハッカーのキルロイ、元軍人のサンタナ、ミルズと共に新たなチームを結成し、政府の仕事を請け負ってテロリストと戦う。ハートのチームを障害とみなす、手段を択ばない民間軍事会社の経営者ラムゼーは事あるごとにハートのチームを妨害し、ついにはハートやミルズの命を狙う。ハートはラムゼーを倒すが、ハートは襲われて昏睡状態のままとなる。

## エピソード

### シーズン1 （2017）
| 通算 話数 | シーズン 話数 | タイトル                                 | 監督                   | 脚本                               | 放送日        | U.S.視聴者数 (百万人) |
| --- | ------------- | ---------------------------------------- | ---------------------- | ---------------------------------- | ------------- | --------------------- |
| 1 | 1             | "陰謀" "Pilot"                           | アレックス・グレイヴス | Alexander Cary, Master of Falkland | 2017年2月27日 | 7.45                  |
| 2 | 2             | "準備万端" "Ready"                       | Michael Offer          | Alexander Cary & Joe Loya          | 2017年3月6日  | 6.09                  |
| ミルズはODNIに加入して訓練を受けるが、妹の死を乗り越えられない。ハートはメヒアを殺さずに情報提供者として利用する。上院議員が心臓発作で死ぬが、CIA局員クララがハートに面会し、毒殺であると言う。クララは暗殺され、ハートも重傷を負う。ミルズは暗殺者を捕えるが重傷を負わせてしまう。暗殺者の収容された病院を傭兵たちが襲うが、ミルズの機転で退けられる。難民が政府の人間により人身売買されていることをクララが上院議員に伝えたために二人は消されたことが明らかになる。ハートは傭兵たちに雇い主の名前を吐かせ、同じ心臓発作を起こさせる薬を盛って脅迫して自白させる。ミルズは幽閉中のメヒアのビデオを入手して、妹の友人のアシャに見せる。 |               |                                          |                        |                                    |               |                       |
| 3 | 3             | "オフサイド" "Off Side"                  | ティム・マシスン       | Anthony Swofford & Wendy West      | 2017年3月13日 | 5.73                  |
| 監視対象のイスラム系アメリカ人イスマトが姿を消し、ハートのチームはテロ防止に奔走する。イスマトを誘拐した元FBI捜査官のギルロイが逮捕され、アメリカ人のグループがイスラム教徒によるテロを偽装したことが分かる。ミルズは拘束され自爆ベストを着せられたイスマトを探し出す。犯人グループはギルロイを引きわたさないと爆弾を起動すると脅し、ハートが指定された場所にギルロイを連れて行く。ミルズは起爆を阻止し、ハートの用意した狙撃手がギルロイの仲間を殺す。ギルロイのボスは戦争を望む国防省のキーギーであることが分かり、ハートの命令でミルズはキーギーを暗殺する。ギルロイはFBIに引き渡される。ハートに脳腫瘍が見つかる。                  |               |                                          |                        |                                    |               |                       |
| 4 | 4             | "マッティ・G" "Mattie G"                 | Romeo Tirone           | Marjorie David                     | 2017年3月20日 | 4.72                  |
| チームは製薬会社内の内通者から、副作用を隠して国防省に販売した新薬が多数の人間を殺した証拠を入手する。だが製薬会社は内通者の娘を誘拐して、証拠との交換を要求する。ミルズは一人で交換場所に向かい、手下を倒して娘を解放する。ハートは公聴会で証拠を示し、製薬会社の経営陣が逮捕される。アシャは近所にストーカーが現れたためミルズの家に同居する。メヒアの手下がミルズを見張る。 |               |                                          |                        |                                    |               |                       |
| 5 | 5             | "時計仕掛けのスイス" "A Clockwork Swiss" | クラーク・ジョンソン   | Jordan Hawley                      | 2017年3月27日 | 5.04                  |
| 司法長官代理のトレイシーがキーギー暗殺の証拠を見せてハートを脅し、アメリカ経済を破壊しかねないデータの入手を命じる。チームはスイスに向かうが、接触相手はミルズに貸金庫のキーカードを渡して殺される。チームは銀行の金庫を破ってデータを入手し、ジョンが負傷し、追われてイスラエル大使館に逃げ込む。データとはトレイシーのボーイフレンドからのビデオであり、銀行家の訴追を棄却するようトレイシーが脅迫されていたことが分かる。ハートは訴追を進めるようトレイシーを脅し返す。メヒアの手下がアシャの家のカメラをハッキングし、メヒアの監禁場所を知る。                                                                                      |               |                                          |                        |                                    |               |                       |
| 6 | 6             | "ヘイル・メアリー" "Hail Mary"           | Lexi Alexander         | Mike Daniels                       | 2017年4月3日  | 4.67                  |
| ロシアでのCIA協力者のユーリは愛人でSVR職員クズニコフの妻タチアナにアメリカへの亡命を誘うが断られる。ユーリの亡命を手助けに向かった二人のCIA職員が殺され、チームはペテルスブルグに送られる。ユーリを捕え、妊婦のタチアナを救出する。突然にクズニコフが現れて妨害し、アメリカ側の内通者が疑われる。チームはユーリとタチアナをフィンランドに逃がす。ユーリのハンドラーの家に二重スパイの証拠が見つかるが、彼女の上司のブラントが二重スパイだと分かる。負傷休暇中のジョンは、ギャングに少年たちに手を出させないよう聖職者の兄に頼まれる。                                                                                                   |               |                                          |                        |                                    |               |                       |
| 7 | 7             | "ソロ" "Solo"                            | エロディ・キーン       | Alexander Cary & Anthony Swofford  | 2017年4月10日 | 4.24                  |
| メヒアに武器を売ったヴィテックが見つかる。ミルズはメヒアを尋問してヴィテックの居場所を聞きだす。チームはモントリオールでヴィテックを捕えるが、警察と手下に追われ、ミルズはおとりになって手下に捕まる。ミルズは訓練通りに口を割らず、やがてギャングのダンの手下に誘拐される。チームが救出に来て、武器の密輸を阻止してダンを捕え、ヴィテクと共にFBIに引き渡される。チームはミルズの単独行動を責める。ミルズはアシャの両親に会う。 |               |                                          |                        |                                    |               |                       |
| 8 | 8             | "リア" "Leah"                            | Bill Johnson           | Wendy West                         | 2017年4月17日 | 4.55                  |
| ハートの知り合いのモサド要員であるリア・ウィッカーがアメリカを訪ね、襲われる。チームはイラン秘密組織クッズフォースのレザ・サードンを逮捕するが、リアはアルツハイマー病を患い危険になった自分を、モサドが始末するだろうと言う。レザはクッズフォースがアメリカを訪問するイスラエル首相の暗殺を計画しているという。チームはクッズフォースを逮捕し暗殺を阻止するが、リアを襲わせたのはモサド幹部のゼブであることが分かる。リアは死を偽装して逃亡する。ミルズはハートの脳腫瘍を知る。 |               |                                          |                        |                                    |               |                       |
| 9 | 9             | "去りしもの" "Gone"                      | Romeo Tirone           | Jordan Hawley & Joe Loya           | 2017年4月24日 | 4.43                  |
| メキシコ政府はメヒアがODNIに捕えられていることを知って移送を要求する。ミルズは自宅がハッキングされていると知る。移送を担当するFBIのソルトは夫を誘拐されて脅され、メヒアを手下に引き渡すことを強制される。ソルトはミルズに苦境を打ち明け、ミルズはチームの仲間と共にソルトの夫を救出するが、メヒアは引き渡し場所から逃げ出す。ミルズは服に仕込んだ追跡装置でメヒアを捕えるものの、アシャがメヒアの手下に誘拐されたため、解放せざるを得ない。 |               |                                          |                        |                                    |               |                       |
| 10 | 10            | "降伏" "I Surrender"                     | Holly Dale             | Marjorie David & Mike Daniels      | 2017年5月1日  | 4.40                  |
| ミルズはメヒアとアシャを追うが、二人はメキシコに入国し、メヒアの自宅に行く。チームもミルズに合流してメキシコに入り、メヒアを襲う。メヒアはアシャの喉を切り裂き、メキシコ軍が取り囲む軍の前で投降する。激怒したミルズはメヒアを撃ち殺すが、軍に撃たれて倒れる。アシャは生き伸び、チームはミルズの行方を見失うが、ミルズは牢の中で目覚める。 |               |                                          |                        |                                    |               |                       |

### シーズン2 （2018）
| 通算 話数 | シーズン 話数 | タイトル                             | 監督               | 脚本                                                                     | 放送日        | U.S.視聴者数 (百万人) |
| --- | ------------- | ------------------------------------ | ------------------ | ------------------------------------------------------------------------ | ------------- | --------------------- |
| 11 | 1             | "S.E.R.E."                           | Romeo Tirone       | Greg Plageman & Tony Camerino                                            | 2018年1月12日 | 2.79                  |
| 数か月後、ミルズはメキシコの秘密施設を脱走し、密輸業者に頼んで帰国を図る。ハートはセキュリティ会社アジナに顧問として潜入して追跡ソフトウェア製品アジナ2.0を盗み出し、ハッカーのキルロイを刑務所から釈放してミルズを見つけ出す。FBI高官ゲーリーの意を受けた人身売買組織がミルズを狙うが、ハートの送った元軍人のサンタナに救われる。ハートはゲーリーの上司と交渉し、ミルズ、キルロイ、サンタナとチームを再結成する。 |               |                                      |                    |                                                                          |               |                       |
| 12 | 2             | "追跡" "Quarry"                      | Stephen Kay        | Erik Mountain                                                            | 2018年1月19日 | 2.98                  |
| かつて民間軍事会社に属し、イラクでの仲間の違法行為を告発する証人となった教授の護送にミルズが同行する。だが飛行機は電磁パルス攻撃によって森の中に墜落し、元仲間たちは証人を狙う。ミルズはかつて父親から教わったサバイバルの方法を思い出しながら教授と共に逃げ、仲間の救援を待つ。 |               |                                      |                    |                                                                          |               |                       |
| 13 | 3             | "ハンムラビ" "Hammurabi"             | Lucas Ettlin       | Zak Schwartz                                                             | 2018年1月26日 | 3.14                  |
| 会計士が誘拐され、ハートの知り合いの保険会社幹部に依頼されてチームが救出する。会社が乗っ取られて失職し年金も失った誘拐犯にチームは同情するが、乗っ取り屋のベネディクトの手下が誘拐犯と会計士を殺す。ミルズはベネディクトの家を襲い、チームの仲間が全財産を奪って復讐を果たす。 |               |                                      |                    |                                                                          |               |                       |
| 14 | 4             | "安全保障のセキュリティ" "Opsec"     | Sarah Pia Anderson | Aaron Carew                                                              | 2018年2月2日  | 2.528                 |
| ミルズの旧知のジェイムス大佐が"核のフットボール"を盗んで逃げる。ミルズはジェイムスと核のフットボールを取り戻すが、政治的ハッカー組織がジェイムスの息子を誘拐し強要したことを知る。チームは死んだはずの組織のリーダーを不法監禁される秘密収容所から脱走させ、ジェイムスの息子を取り戻す。リーダーは政府の手先に殺されたかのように思われるが、ハートは不法監禁の事実を明らかにして責任者を逮捕させる。 |               |                                      |                    |                                                                          |               |                       |
| 15 | 5             | "アブサロム" "Absalom"               | Romeo Tirone       | Erik Mountain                                                            | 2018年3月2日  | 2.45                  |
| 在アメリカのトルコの駐在武官が行方不明となり、外交問題となりかねないためにハートのチームが捜査するが、死体で発見される。やがて少女売春組織と腐敗した地元の警官が絡んでいることが分かる。サンタナは事件に特別な興味を持つ。 |               |                                      |                    |                                                                          |               |                       |
| 16 | 6             | "チャームスクール" "Charm School"    | Michael Nankin     | Sanford Golden & Karen Wyscarver                                         | 2018年3月9日  | 2.23                  |
| 親ロシアの噂のあるアメリカ上院議員の妻がヨーロッパで誘拐される。ウクライナの反ロシア勢力が疑われ、ハートのチームが救出する。内部の情報流出が疑われ、妻は実はロシア工作員であり誘拐も偽装であったことが分かる。 |               |                                      |                    |                                                                          |               |                       |
| 17 | 7             | "招待者以外お断り" "Invitation Only" | T.J. Scott         | Andy Callahan                                                            | 2018年3月16日 | 3.24                  |
| 29年前に誘拐された物理学者が北朝鮮で核開発に従事されていることが判明し、ミルズとサンタナは救出のため潜入する。出国を渋る息子を説得するため、キルロイがハッキングして、世界の真実を北朝鮮の国民に放送する。ハートは中国にテロリストの情報を売り、引き換えに部下たちの脱出を助けてもらう。 |               |                                      |                    |                                                                          |               |                       |
| 18 | 8             | "Strelochnik"                        | TBA                | TBA                                                                      | 2018年3月23日 | 2.88                  |
| ハートは、かつて裏切らたCIAの上司で恋人の男を追って、部下にも黙ってロシアに入国する。罠にかけられるが、助けに来たミルズとサンタナが救出し、悪名高い殺し屋と元上司を始末する。 |               |                                      |                    |                                                                          |               |                       |
| 19 | 9             | "ヴェルム・ノケト" "Verum Nocet"     | TBA                | TBA                                                                      | 2018年3月30日 | 2.15                  |
| チームは、政府の機密をリークして諜報員の命を危険にさらすジャーナリストを在英エクアドル大使館から拉致しようとする。ハートとミルズが大使館に入ると、リークを恨むチェチェンのテロリストが大使館を占拠するが、チームは任務を達成する。 |               |                                      |                    |                                                                          |               |                       |
| 20 | 10            | "イブのこと" "All About Eve"         | Scott Peters       | Brusta Brown & John Mitchell Todd                                        | 2018年4月6日  | 3.01                  |
| 世界種子バンクが襲われて小麦栽培に危険になりえる種子が盗まれ、管理者のイヴ・チャンバーズはチームを雇って奪回しようとし、ミルズとサンタナがノルウェイに向かう。ミルズは種子を取り戻すが、イヴが持って逃げる。イヴは、種子の中に隠した胞子を使ってタスマニアでの大麻栽培を妨害し、姉の復讐を果たそうとする。 |               |                                      |                    |                                                                          |               |                       |
| 21 | 11            | "パスワード" "Password"              | David Wellington   | Andy Callahan                                                            | 2018年4月13日 | 3.01                  |
| ワシントンDCでインド人街の立ち退き問題が起きる中、爆弾事件が起きてインド人の青年ヴィクラムがハッカーによって犯人に仕立て上げられる。事件は市会議員を殺すために政敵がラムゼーの民間軍事会社ブラックフォールズに依頼して起こしたものと分かる。キルロイの奔走でヴィクラムの嫌疑は晴れるが、ラムゼーとの決着はつかないままとなる。 |               |                                      |                    |                                                                          |               |                       |
| 22 | 12            | "最高権力機関" "Imperium"            | M.J. Bassett       | Brusta Brown & John Mitchell Todd                                        | 2018年5月26日 | 1.76                  |
| アジナ2.0がハッキングに遭い、キルロイとハートは必死に対抗する。サンタナとミルズはニューヨークで武器業者を追うが、ミルズはボコ・ハラムに侵略される国の大統領代行となった知人のため、武器購入を手助けする羽目になる。取引の現場にFBIが捜索に入り、ミルズはFBIに協力し、逃走する業者を追う。 |               |                                      |                    |                                                                          |               |                       |
| 23 | 13            | "ACGT"                               | Bill Johnson       | Nicole Demasi                                                            | 2018年6月2日  | 2.06                  |
| CIA分析官の息子が失踪し、チームが見つける。複数の少年少女を臓器移植の闇組織がドナーとして誘拐し、うち一人の少女を連れ去ったことがわかる。ミルズはドナーに化けて潜入する。 |               |                                      |                    |                                                                          |               |                       |
| 24 | 14            | "アーマー" "Carapace"                | Ruba Nadda         | Zak Schwartz                                                             | 2018年6月9日  | 2.45                  |
| ミルズは、犯罪に絡む大金を拾ったために命を狙われる従兄弟を助ける。キルロイは昔の仲間に脅されて犯罪に手を染めそうになり、サンタナとハートに救われる。 |               |                                      |                    |                                                                          |               |                       |
| 25 | 15            | "裁き" "Render"                      | Edward Ornelas     | Alexander Cary & Erik Mountain                                           | 2018年6月23日 | 1.75                  |
| アメリカ政府要人の娘がベルリンで誘拐され、警護していたミルズの旧友が助けを求めてくる。誘拐犯のアジトに踏み込んだミルズはロシア人犯罪者に誘拐される。アジトは襲撃されたCIAの隠れ家であり、黒幕はCIAを無能に見せかけ、ハートのチームを潰そうとするラムゼーであることがわかる。ハートは襲われて証人は殺され、ミルズは中東に連れ去られる。 |               |                                      |                    |                                                                          |               |                       |
| 26 | 16            | "総督" "Viceroy"                     | Chris Fisher       | 原案:Greg Plageman 脚本:Greg Plageman & Karen Wyscarver & Sanford Golden | 2018年6月30日 | 1.88                  |
| ハートは病院で昏睡状態となり、キルロイはチームの危機に際して逃げ出そうとするが思いとどまる。ラムゼーはテロリストのザマニの逃亡を巡る公聴会で、アフガニスタンでの派兵契約を求める。ミルズは飛行機上でザマニを殺して逃げ、トルコに降下する。キルロイは他のハッカーの助けを借りてブラックフォールズに侵入し、ラムゼーが契約に反対する議員をトルコで暗殺しようとしていることを知る。ミルズが暗殺を阻止するが、ブラックフォールズはザマニに罪を着せて殺し、CIAに恥をかかせ、中東で対テロ戦争を始める寸前となる。ミルズはトルコのブラックフォールズ支部に潜入してラムゼーを捕え、ふさわしい罰を与える。 |               |                                      |                    |                                                                          |               |                       |

## 参照
1. ↑  “Taken TV Series Will Be a 'Modern-Day Origin Story'”. Screen Rant (2017年1月19日). 2017年12月31日閲覧。
2. ↑  Andreeva, Nellie (2016年2月22日). “'Taken' NBC Series: Clive Standen To Star As Bryan Mills”. Deadline.com. 2016年2月22日閲覧。
3. ↑  Ausiello, Michael (2016年2月22日). “Clive Standen Joins NBC's Taken Series”. TVLine. 2016年3月24日閲覧。
4. ↑  Andreeva, Nellie (2015年9月17日). “'Taken' Prequel TV Series Ordered By NBC With Luc Besson Producing”. Deadline.com. 2016年2月22日閲覧。
5. ↑  “'Timeless' Gets Order For 3 More Episodes, NBC Sets Midseason Premiere Date For 'Taken' & 'The Voice'”. Deadline.com (2016年11月1日). 2016年11月1日閲覧。
6. ↑  “Taken Cancelled at NBC”. TVLine (2018年5月11日). 2018年5月11日閲覧。
7. ↑  Porter, Rick (2017年2月28日). “'Scorpion' adjusted up: Monday final ratings”.   TV by the Numbers. 2017年2月28日閲覧。
8. ↑  Porter, Rick (2017年3月7日). “'Taken' adjusts down, 'Kevin Can Wait' rerun adjusts up: Monday final ratings”.   TV by the Numbers. 2017年3月7日閲覧。
9. ↑  Porter, Rick (2017年3月16日). “‘Bachelor’ finale down from 2016: Monday final ratings”.   TV by the Numbers. 2017年3月16日閲覧。
10. ↑  Porter, Rick (2017年3月21日). “‘Dancing With the Stars’ adjusts up, ‘Taken’ and ‘Quantico’ adjust down: Monday final ratings”.   TV by the Numbers. 2017年3月21日閲覧。
11. ↑  Porter, Rick (2017年3月28日). “‘Voice,’ ‘Great Indoors’ adjust up; ‘Taken,’ ‘Quantico,’ ‘Jane the Virgin’ down: Monday final ratings”.   TV by the Numbers. 2017年3月28日閲覧。
12. ↑  Porter, Rick (2017年4月4日). “‘The Voice’ adjusts up, ‘Taken’ adjusts down, final NCAA numbers: Monday final ratings”.   TV by the Numbers. 2017年4月4日閲覧。
13. ↑  Porter, Rick (2017年4月11日). “'The Voice,’ ‘Dancing With the Stars,’ ‘Kevin Can Wait’ adjust up: Monday final ratings”.   TV by the Numbers. 2017年4月11日閲覧。
14. ↑  Porter, Rick (2017年4月18日). “‘Dancing With the Stars’ and ‘Kevin Can Wait’ adjust up, ‘Quantico’ adjusts down: Monday final ratings”.   TV by the Numbers. 2017年4月18日閲覧。
15. ↑  Porter, Rick (2017年4月25日). “‘Gotham’ adjusts up, ‘Quantico’ adjusts down: Monday final ratings”.   TV by the Numbers. 2017年4月25日閲覧。
16. ↑  Porter, Rick (2017年5月2日). “‘The Voice,’ ‘Scorpion,’ ‘Man with a Plan,’ ‘Superior Donuts’ all adjust up: Monday final ratings”. TV by the Numbers. 2017年5月2日閲覧。
17. ↑  Porter, Rick (2018年1月16日). “‘Hawaii Five-0’ adjusts up: Friday final ratings”. TV by the Numbers. 2018年1月16日閲覧。
18. ↑  Porter, Rick (2018年1月22日). “‘Penn & Teller: Fool Us’ rerun adjusts down: Friday final ratings”. TV by the Numbers. 2018年1月22日閲覧。
19. ↑  Porter, Rick (2018年1月29日). “‘Blindspot,’ ‘Agents of SHIELD,’ all others hold: Friday final ratings”. TV by the Numbers. 2018年1月29日閲覧。
20. ↑  Metcalf, Mitch (2018年2月5日). “UPDATED: SHOWBUZZDAILY’s Top 150 Friday Cable Originals & Network Finals: 2.2.2018”. ShowBuzz Daily. 2018年2月5日閲覧。
21. ↑  Porter, Rick (2018年3月5日). “‘Blue Bloods,’ ‘Blindspot,’ all others unchanged: Friday final ratings”. TV by the Numbers. 2018年3月5日閲覧。
22. ↑  Porter, Rick (2018年3月12日). “‘Blue Bloods,’ ‘Agents of SHIELD,’ ‘Taken,’ ‘Confronting Putin’ adjust down: Friday final ratings”. TV by the Numbers. 2018年3月12日閲覧。
23. ↑  Porter, Rick (2018年3月19日). “NCAA Tournament adjusts down: Friday final ratings”. TV by the Numbers. 2018年3月19日閲覧。
24. ↑  Porter, Rick (2018年3月26日). “NCAA Tournament and ‘Dynasty’ adjust down: Friday final ratings”. TV by the Numbers. 2018年3月26日閲覧。
25. ↑  Porter, Rick (2018年4月2日). “‘Blindspot’ adjusts up, ‘Dynasty’ adjusts down: Friday final ratings”. TV by the Numbers. 2018年4月2日閲覧。
26. ↑  Porter, Rick (2018年4月9日). “'Agents of SHIELD' adjusts up: Friday final ratings”. TV by the Numbers. 2018年4月9日閲覧。
27. ↑  Porter, Rick (2018年4月16日). “'Agents of SHIELD' adjusts up, 'Taken' adjusts down: Friday final ratings”. TV by the Numbers. 2018年4月16日閲覧。
28. ↑  Metcalf, Mitch (2018年5月30日). “Updated: ShowBuzzDaily's Top 150 Saturday Cable Originals & Network Finals: 5.26.2018”. Showbuzz Daily. 2018年5月30日閲覧。
29. ↑  Porter, Rick (2018年6月3日). “TV ratings Saturday: ‘Dateline Mystery’ finishes on top”. TV by the Numbers. 2018年6月8日閲覧。
30. ↑  Metcalf, Mitch (2018年6月12日). “Updated: ShowBuzzDaily's Top 150 Saturday Cable Originals & Network Finals: 6.9.2018”. Showbuzz Daily. 2018年6月12日閲覧。
31. ↑  Metcalf, Mitch (2018年6月26日). “Updated: ShowBuzzDaily's Top 150 Saturday Cable Originals & Network Finals: 6.23.2018”. Showbuzz Daily. 2018年6月26日閲覧。
32. ↑  Metcalf, Mitch (2018年7月3日). “Updated: ShowBuzzDaily's Top 150 Saturday Cable Originals & Network Finals: 6.30.2018”. Showbuzz Daily. 2018年7月4日閲覧。